# Ozognathus cornutus
Ozognathus cornutus is een keversoort uit de familie klopkevers (Anobiidae). De wetenschappelijke naam van de soort is voor het eerst geldig gepubliceerd in 1859 door LeConte.